# Randvinkelsatsen

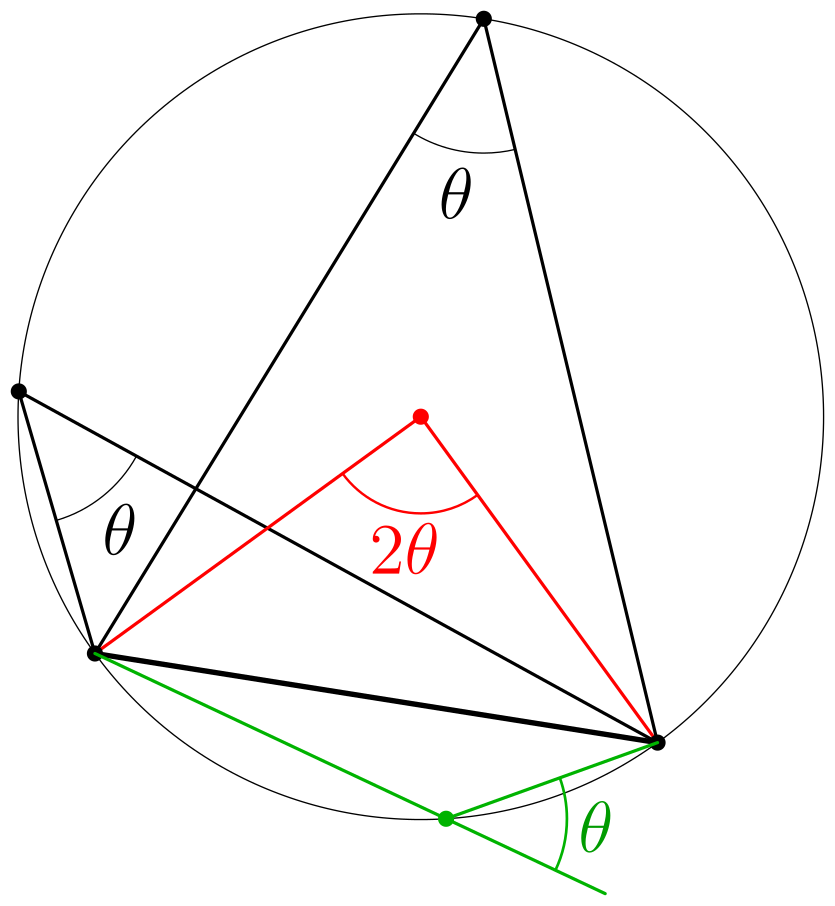
Figur 1: Randvinklar och medelpunktsvinkel

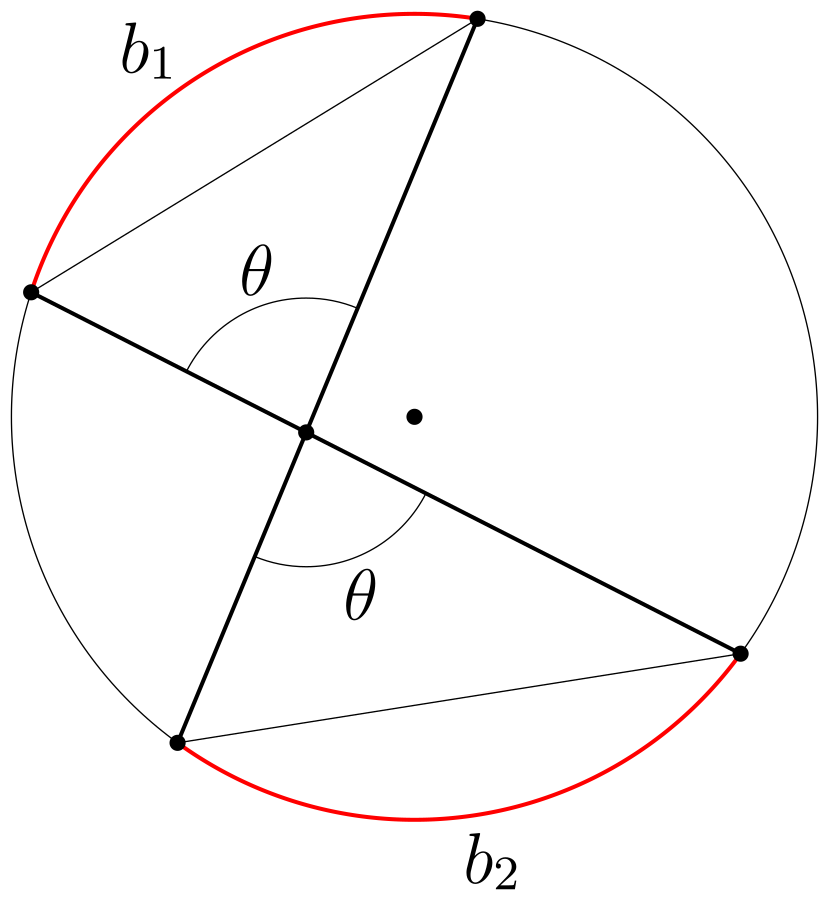
Figur 2: Kordorna bildar vinkeln
där d är cirkelns diameter

Figur 3: Enligt korda-tangentsatsen är vinkeln mellan en korda (, violett) och en tangent (grön) lika med randvinkeln på den motsatta sidan om kordan.

Enligt randvinkelsatsen (periferivinkelsatsen) är medelpunktsvinkeln till en cirkelbåge dubbelt så stor som en randvinkel till samma båge.
Medelpunktsvinkeln är vinkeln i cirkelns medelpunkt mellan radierna till två punkter på cirkelns periferi (en kordas båda ändpunkter).
En randvinkel (även periferivinkel eller bågvinkel) bildas av ändpunkterna till en given cirkelbåge eller korda och av en punkt på cirkelns rand som inte tillhör den givna cirkelbågen.
Allmänt gäller för två linjer som skär varandra i det inre, eller på randen, av en cirkel med diametern d, att de bildar vinkeln (se figur 2 - för ett bevis av detta se nedan under "Satsen" (b1 + b2) / d = θ):
{\displaystyle \theta ={\frac {b}{d}}={\frac {b_{1}+b_{2}}{d}}}
där b är den sammanlagda längden av de bågar som linjerna skär av i de områden där vinkeln mäts. Av detta följer randvinkelsatsen som ett specialfall, då linjer vars skärningspunkt ligger på randen skär av en båge medan linjer som skär varandra i medelpunkten skär av två bågar. Om bågarna antas vara lika långa följer att randvinkeln är hälften så stor som medelpunktsvinkeln.
Två viktiga följder av randvinkelsatsen är att:
- alla randvinklar som spänner över samma korda, och på samma sida om denna, är likstora, och
- två randvinklar, en på vardera sidan om en korda, har summan 180°.[2]

Korda-tangentsatsen säger att vinkeln mellan en korda och tangenten till cirkeln i endera av kordans ändpunkter är lika med randvinkeln på den motsatta sidan om kordan.
Ett viktigt specialfall av randvinkelsatsen är då medelpunktsvinkeln är en rak vinkel (180°), varvid randvinkeln, som ju då spänner över en diameter, är en rät vinkel. Denna följdsats kallas Thales sats och innebär att en rätvinklig triangels omskrivna cirkels medelpunkt sammanfaller med hypotenusans mittpunkt eftersom hypotenusan är en diameter i den omskrivna cirkeln. Diogenes Laertios skriver att enligt Pamphila offrade Thales en oxe när han gjorde denna upptäckt (och tillägger att andra, bland dem Apollodorus, säger detsamma om Pythagoras).
Ett vanligt bevis för randvinkelsatsen är en tillämpning av Euklides första kongruensfall och yttervinkelsatsen, i vilken parallellaxiomet spelar en avgörande roll. Därmed gäller inte randvinkelsatsen i icke-euklidisk geometri.
En viktig konsekvens av randvinkelsatsen är kordasatsen som är en sats ur likformighetsgeometrin, i likhet med till exempel transversalsatsen och topptriangelsatsen.

Figur 4:Tre olika fall med medelpunktsvinkel (blå), randvinkel (röd) och korda-tangent-vinkel (grön). Fallet i mitten avspeglar förhållandena vid Thales sats.

"Sydpolssatsen" (från tyska Südpolsatz, en allmän svensk beteckning saknas) säger att bisektrisen till en randvinkel och mittpunktsnormalen till den korda som randvinkeln spänner över skär varandra i en punkt (kallad "Südpol", "sydpol") på cirkeln (notera att denna punkt är specifik för kordan ifråga och har inget med några definierade nord-/sydriktningar att göra). Den "utvidgade sydpolssatsen" säger också att den yttre bisektrisen till randvinkeln skär kordans mittpunktsnormal i dennas andra skärningspunkt. Ett undantag är om randvinkeln och kordan bildar en likbent triangel med randvinkeln som toppvinkel, då den inre bisektrisen och mittpunktsnormalen sammanfaller (och alltså inte skär varandra) och den yttre bisektrisen är tangent till cirkeln i randvinkelhörnet. Satsen formuleras lätt om till att gälla en triangel: "Bisektrisen till ett triangelhörn och mittpunktsnormalen till den mot hörnet stående sidan skär varandra i en punkt som ligger på triangelns omskrivna cirkel".

## Härledningar

### Randvinkelsatsen

Figur 5.

Figur 5 visar en cirkel med medelpunkt i {\displaystyle O} och radierna (gröna) {\displaystyle {\overline {OA}}}, {\displaystyle {\overline {OB}}}, {\displaystyle {\overline {OC}}}, {\displaystyle {\overline {OD}}} och {\displaystyle {\overline {OE}}}.
Betrakta kordan {\displaystyle {\overline {AC}}} med randvinkeln {\displaystyle \angle AEC} och cirkelns medelpunkt på vinkelbenet {\displaystyle {\overline {EC}}}. Via vinkelsumman i {\displaystyle \triangle AOE}, samt {\displaystyle |{\overline {OA}}|=|{\overline {OE}}|=r\Rightarrow \angle AEO=\angle OAE} och {\displaystyle \angle AOE+\angle AOC=180^{\circ }} ges:
{\displaystyle \angle AEC=\angle AEO=180^{\circ }-\angle AOE-\angle OAE=}
{\displaystyle =180^{\circ }-\angle AOE-\angle AEO=180^{\circ }-\angle AOE-\angle AEC\Leftrightarrow }
{\displaystyle \Leftrightarrow 2\angle AEC=180^{\circ }-\angle AOE=\angle AOC}
Därför är det även visat att:
{\displaystyle 2\angle AEG=\angle AOG} och {\displaystyle 2\angle AEF=\angle AOF}
På samma sätt visas (via {\displaystyle \triangle DOE} respektive {\displaystyle \triangle BOE}) att:
{\displaystyle 2\angle DEG=\angle DOG} och  {\displaystyle (2\angle BEC=\angle BOC\Rightarrow )\,2\angle BEF=\angle BOF}
I fallet att cirkelns medelpunkt ligger inuti triangeln som bildas av kordan och randvinkeln, som {\displaystyle \triangle ADE}, ges:
{\displaystyle \angle AOD=\angle AOG+\angle DOG=2\angle AEG+2\angle DEG=2\angle AED}
och i det fall medelpunkten ligger utanför triangeln, som {\displaystyle \triangle ABE}, ges:
{\displaystyle \angle AOB=\angle AOF-\angle BOF=2\angle AEF-2\angle BEF=2\angle AEB}
Randvinkelsatsen är därmed bevisad.

### Thales sats
Thales sats är specialfallet av randvinkelsatsen då medelpunktsvinkeln är 180°, randvinkeln blir då 180°/2 = 90°. Den fås ur figur 5 genom:
{\displaystyle 180^{\circ }=\angle AOE+\angle AOC=(180^{\circ }-\angle EAO-\angle AEO)+(180^{\circ }-\angle OAC-\angle OCA)=}
{\displaystyle =180^{\circ }-2\angle EAO+180^{\circ }-2\angle OAC=} (likbenta trianglar: {\displaystyle \angle AEO=\angle EAO}...)
{\displaystyle =360^{\circ }-2(\angle EAO+\angle OAC)=360^{\circ }-2\angle EAC\Leftrightarrow }
{\displaystyle 2\angle EAC=180^{\circ }\Leftrightarrow }
{\displaystyle \angle EAC=90^{\circ }}
Eftersom {\displaystyle \textstyle {\frac {|{\overline {EC}}|}{2}}=r=|{\overline {EO}}|=|{\overline {OC}}|} är den till den rätvinkliga triangelns {\displaystyle \triangle EAC} omskrivna cirkelns medelpunkt {\displaystyle O} mittpunkt på triangelns hypotenusa {\displaystyle {\overline {EC}}}.

### "Satsen" (b_{1} + b_{2}) / d = θ

Figur 6.

### "Satsen" (b1+ b2) / d = θ
Att {\displaystyle \theta ={\frac {b_{1}+b_{2}}{d}}}, där {\displaystyle d} är cirkelns diameter visas med hjälp av figur 6, randvinkelsatsen och vinkelsumman i {\displaystyle \triangle ADE}.
Om cirklen har radien {\displaystyle r} och medelpunkten {\displaystyle O} så är:
{\displaystyle {\frac {b_{1}}{r}}+{\frac {b_{2}}{r}}=\angle BOD+\angle AOC=2\angle BAD+2\angle ADC=}
{\displaystyle =2\angle EAD+2\angle ADE=2\cdot (180^{\circ }-\angle AED)=2\theta \Rightarrow }
{\displaystyle \theta ={\frac {b_{1}+b_{2}}{2r}}={\frac {b_{1}+b_{2}}{d}}}
Om kordornas skärningspunkt ligger på cirkeln som i fallet {\displaystyle A=C=E} blir {\displaystyle \textstyle {\frac {b_{2}}{r}}} medelpunktsvinkel, {\displaystyle b_{1}=0} och randvinkeln lika med vinkeln {\displaystyle \theta } i {\displaystyle A=C=E}, varur randvinkelsatsen fås tillbaka:
{\displaystyle \theta ={\frac {0+b_{2}}{2r}}\Leftrightarrow {\frac {b_{2}}{r}}=2\theta }
Denna "sats" är halva sekantvinkelsatsen.

### Korda-tangentsatsen

Figur 7.

Korda-tangentsatsen visas enkelt med randvinkelsatsen tillämpad på {\displaystyle \triangle ADO} i figur 7. Denna har medelpunktsvinkeln {\displaystyle 2\theta =2\angle AED} och eftersom det är en likbent triangel är de båda övriga vinklarna {\displaystyle \alpha }, mellan kordan och cirkelns radier till triangelhörnen, lika: {\displaystyle \textstyle \alpha ={\frac {180^{\circ }-2\theta }{2}}=90^{\circ }-\theta }. Vinkeln mellan tangenterna till cirkeln i {\displaystyle A} och {\displaystyle D} och respektive radie till punkten är {\displaystyle 90^{\circ }}, så vinkeln mellan tangenten och kordan är alltså {\displaystyle \beta =90^{\circ }-\alpha =90^{\circ }-(90^{\circ }-\theta )=\theta }. Korda-tangentsatsen är därmed bevisad.
Ur denna sats följer att de båda tangenterna till cirkeln i kordans ändpunkter skär varandra i {\displaystyle H} med vinkeln {\displaystyle \gamma =180^{\circ }-2\beta =180^{\circ }-2\theta }, det vill säga att summan av medelpunktsvinkeln och tangenternas skärningsvinkel är {\displaystyle 180^{\circ }} (vilket även fås ur fyrhörningen {\displaystyle \square AODH}; med två räta vinklar är summan av de båda övriga 180°).
Det fås också ett förhållande mellan avståndet {\displaystyle t} från tangeringspunkten till skärningspunkten, radiens längd {\displaystyle r} och randvinkeln eftersom {\displaystyle \triangle HAO} är rätvinklig och har hörnvinkeln {\displaystyle \theta } i {\displaystyle O}:
{\displaystyle {\frac {t}{r}}={\frac {|{\overline {OH}}|\cdot \sin \theta }{|{\overline {OH}}|\cdot \cos \theta }}=\tan \theta }

### "Sydpolssatsen"

Figur 8.

Betrakta kordan {\displaystyle {\overline {AB}}} med mittpunktsnormalen {\displaystyle {\overline {NS}}} i figur 8. Denna normal sammanfaller ju med bisektrisen till vinkeln {\displaystyle \angle ANB} och således är {\displaystyle \angle ACB=\angle ANB} enligt randvinkelsatsen. Vinklarna {\displaystyle \angle ACS} och {\displaystyle \angle ANS} spänner båda över kordan {\displaystyle {\overline {AS}}} och således är {\displaystyle \angle ACS=\angle ANS={\frac {\angle ANB}{2}}={\frac {\angle ACB}{2}}} varför {\displaystyle {\overline {CS}}} är bisektris till {\displaystyle \angle ACB}. Härmed är det alltså visat att bisektrisen till en randvinkel som spänner över en korda och mittpunktsnormalen till denna korda båda skär varandra i kordans/triangelsidans "sydpol" {\displaystyle S} på cirkeln.
Bisektrisen till supplementvinkeln till {\displaystyle \angle ACB} är vinkelrät mot bisektrisen till {\displaystyle \angle ACB} och då {\displaystyle {\overline {NS}}} är en diameter till cirkeln (mittpunktsnormalen till en korda går ju genom cirkelns medelpunkt) skär alltså den yttre bisektrisen till hörnet och kordans mittpunktsnormal båda varandra i kordans/triangelsidans "nordpol" {\displaystyle N} på cirkeln i enlighhet med Thales sats ovan.